# Мезерья
Мезерья́ (фр. Mézériat) — коммуна во Франции, находится в регионе Рона — Альпы. Департамент — Эн. Входит в состав кантона Шатийон-сюр-Шаларон. Округ коммуны — Бурк-ан-Брес.
Код INSEE коммуны — 01246.

## География
Коммуна расположена приблизительно в 360 км к юго-востоку от Парижа, в 60 км севернее Лиона, в 15 км к западу от Бурк-ан-Бреса.
По территории коммуны протекает река Вель и её приток — река Иранс.

## Климат
Климат полуконтинентальный с холодной зимой и тёплым летом. Дожди бывают нечасто, в основном летом.

## Население
Население коммуны на 2010 год составляло 2072 человека.
| 1962 | 1968 | 1975 | 1982 | 1990 | 1999 | 2010 |
| ---- | ---- | ---- | ---- | ---- | ---- | ---- |
| 1272 | 1298 | 1660 | 1879 | 1995 | 1912 | 2072 |

## Администрация
| Период | Период | Фамилия              | Партия        | Примечания |
| ------ | ------ | -------------------- | ------------- | ---------- |
| 1995   | 2008   | Жан-Франсуа Гийермен |               |            |
| 2008   | 2020   | Этьен Робен          | Разные правые |            |

## Экономика
В 2010 году среди 1347 человек трудоспособного возраста (15—64 лет) 1019 были экономически активными, 328 — неактивными (показатель активности — 75,6 %, в 1999 году было 71,5 %). Из 1019 активных жителей работали 915 человек (495 мужчин и 420 женщин), безработных было 104 (55 мужчин и 49 женщин). Среди 328 неактивных 99 человек были учениками или студентами, 137 — пенсионерами, 92 были неактивными по другим причинам.

## Фотогалерея
- Мезерья
- Вокзал
- Карта коммуны